# ワット・プラシーラッタナーマハータート (シーサッチャナーライ)

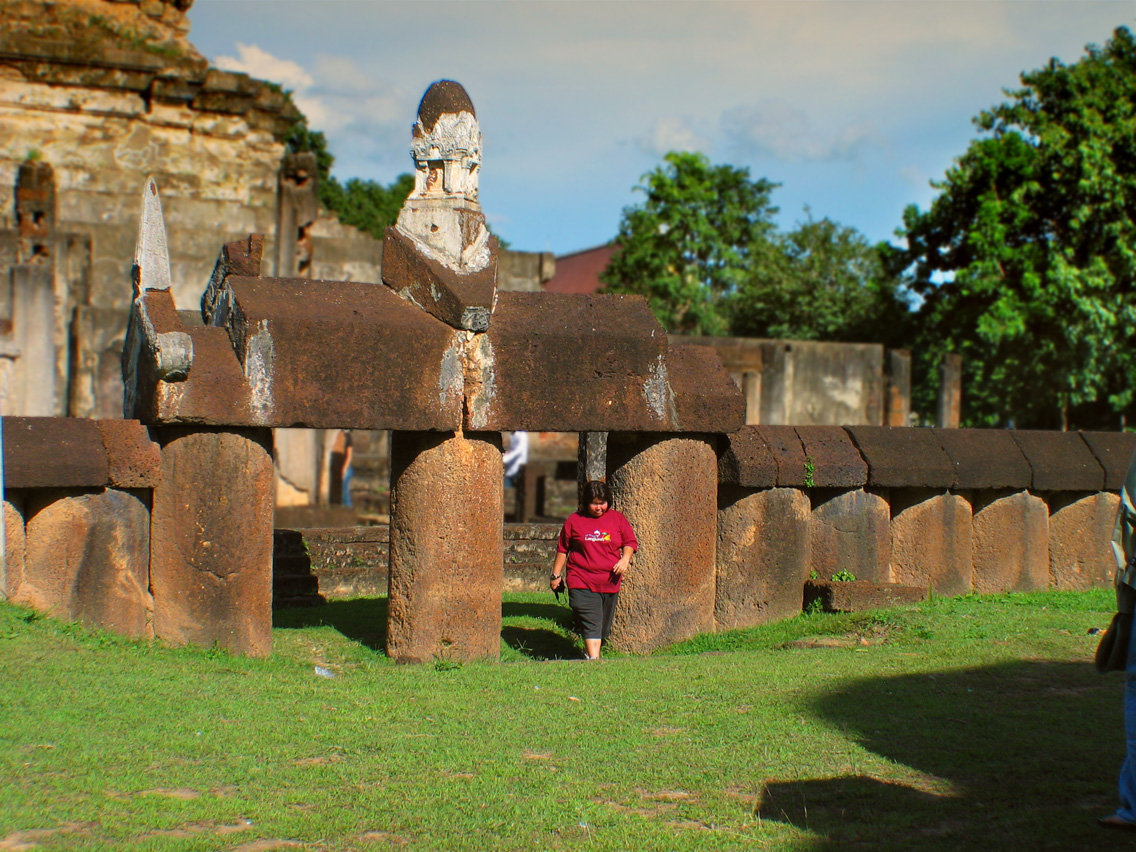
東門

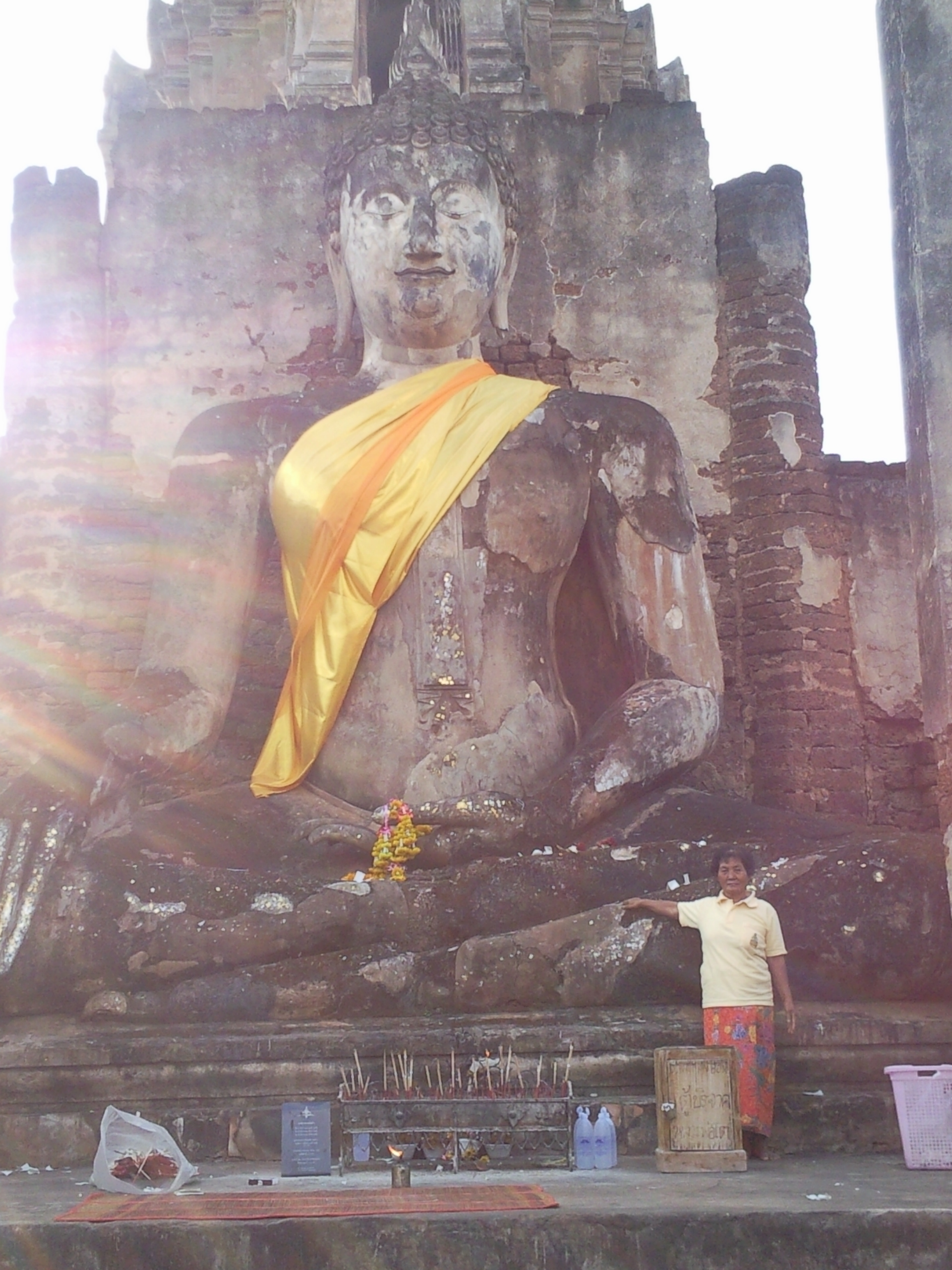
仏坐像

ワット・プラシーラッタナーマハータート (Wat Phra Sri Rattana Mahathat、タイ語: วัดพระศรีรัตนมหาธาตุ) は、タイの北部、スコータイ県シーサッチャナーライに位置するシーサッチャナーライ歴史公園にある。ワット・プラシーラッタナーマハータート・チャリエン (Wat Phra Sri Rattana Mahathat Chaliang、タイ語: วัดพระศรีรัตนมหาธาตุเชลียง) とも称され、シーサッチャナーライがスコータイ王朝の副王都となる以前、クメール王朝時代の都チャリエン (Chaliang、タイ語: เมืองเชลียง) に建立された仏教寺院遺跡である。

## 位置
ワット・プラシーラッタナーマハータートは、シーサッチャナーライ旧市街より東およそ2km、ヨム川の流れが湾曲した位置にある旧都チャリエンの中心地としてある。

## 歴史
ワット・プラシーラッタナーマハータートは、チャリエンで最大かつ歴史的に最も重要な寺院である。寺院はチャリエンがクメール王朝の支配下にあり、ジャヤーヴァルマン7世が統治していた12世紀末-13世紀ごろに大乗仏教寺院として創建されたと考えられる。この寺院はスコータイ王朝時代のラームカムヘーン大王碑文に記され、また多くの歴史的記録が、アユタヤ、トンブリー、チャクリー王朝の時代に残されている。1958年、国王ラーマ9世と王妃シリキットが訪れた後、ワット・プラシーラッタナーマハータートは第1級王室寺院に格付けされ、タイ王室の庇護のもとに置かれた。

## 構成
寺院の敷地は、東西250m、南北50mの長方形であり、通常は東側が正面となる。寺院の建造物は、ラテライトの周壁に囲まれていた。寺院の正門（東門）はクメールのバイヨン様式を模した小形の門であり、四面の独特なブラフマーの頭部とともに、カーラ (kala) 、アプサラスが漆喰の淺浮彫りで装飾される。
中央に高く建つ塔堂（プラーン、prang）は、クメール様式の塔門（ゴープラ、Gōpura）をタイに取り入れた構造物である。当初、塔堂の様相はバイヨン様式であったとされるが、チャリエンがアユタヤ王朝の統治下にあった時代、塔堂はボーロマコートにより、18世紀、現在のアユタヤ様式に改められた。
中央の礼拝堂（ウィハーン、wihan）には、高いラテライトの支柱に囲まれた大きなスコータイ様式の仏坐像がある。その左側（南）には、スコータイ様式の歩く姿の仏像（遊行仏）も見られる。
塔堂の後方（西）には、モン様式の大きな八角形の基壇をもつ仏塔（チェーディー、chedi）の遺構があり、その南西には、よく保存された仏堂（モンドップ、mondop）と仏立像が安置される。そのさらに西側には2体の仏像を安置したもう1つの礼拝堂がある。また、敷地内には小形のスリランカ様式の仏塔が多く認められる。